# Andrzej Kastory
Andrzej Kastory (ur. 14 kwietnia 1939 w Raciborowicach) – polski historyk, profesor nauk humanistycznych.
Studia historyczne na Uniwersytecie Jagiellońskim ukończył w 1962. Doktorat obronił w 1971. 1973–1974 studiował w Instytucie Wyższych Studiów Europejskich w Strabourgu.  Habilitował się w 1986 r., tytuł naukowy profesora uzyskał w 1997. W 2003 r. visiting professor w Centre de l’histoire de l’Europe centrale contemporaine, Uniwersytet Paryski 1. Od 2010 r. członek korespondent, od 2018 członek czynny Polskiej Akademii Umiejętności.
Specjalizuje się w historii najnowszej powszechnej. Pełni funkcję przewodniczącego Komisji do Oceny Podręczników Szkolnych Polskiej Akademii Umiejętności. Był prodziekanem (1987–1990), a następnie dziekanem (1990–1996) Wydziału Humanistycznego Państwowej Wyższej Szkoły Pedagogicznej im. Komisji Edukacji Narodowej w Krakowie (obecnie Uniwersytet Pedagogiczny). Był również kierownikiem Katedry Historii Najnowszej Powszechnej na Uniwersytecie Pedagogicznym w Krakowie.
W 2010 otrzymał Nagrodę Honorową im. Wacława Felczaka i Henryka Wereszyckiego za szczególne zasługi na polu naukowym i popularyzatorskim.

## Ważniejsze publikacje
- Problem granicy czechosłowacko-niemieckiej na konferencji pokojowej w Paryżu w 1919 r., "Dzieje Najnowsze", z. 2, 1973
- Pokój z Rumunią, Bułgarią i Węgrami w polityce wielkich mocarstw (1944-1947), Rzeszów 1981
- Komuniści na Węgrzech 1945-1956, Wydawnictwo Myśli Nieinternowanej 1984 (pod pseudonimem "Galicjanin")
- Nie tylko Jałta, Wydawnictwo Libertas 1987 (pod pseudonimem "Galicjanin")
- Smlouvy o „vzájemné pomoci” mezi SSSR a Estonskem, Litvou a Lotyšskiem z podzimu 1939 r., „Slovanský přehled”, nr 2, 1991
- Finlandia w polityce mocarstw 1939-1940, Kraków 1993
- Rewanż za Monachium. Z dziejów czechosłowackiej polityki wobec sąsiadów w latach 1945-1947, Kraków 1996
- Złowrogie sąsiedztwo osyjska polityka wobec europejskich państw ościennych w latach 1939-1940, Kraków 1998
- Winston Spencer Churchill, Ossolineum 2004
- Wielka Brytania wobec wydarzeń w Europie Środkowej w latach II wojny światowej, Kraków 2009
- Mocarstwa wobec kryzysów w Europejskich krajach sowieckiej strefy wpływów 1948-1968, PAU, Kraków 2015
- Jugosławia w polityce Stanów Zjednoczonych, Wielkiej Brytanii i Związku Sowieckiego 1948-1956, PAU, Kraków 2018
- Syndrom Jałty. Polityka mocarstw wobec polskich kryzysów w latach 1968-1981, PAU, Kraków 2019